# Chies d'Alpago
Chies d'Alpago là một đô thị ở tỉnh Belluno trong vùng Veneto, có vị trí cách khoảng 80 km về phía bắc của Venice và khoảng 15 km về phía đông của Belluno. Tại thời điểm ngày 31 tháng 12 năm 2004, đô thị này có dân số 1.530 và diện tích 44,9 km².
Chies d'Alpago giáp các đô thị: Barcis, Claut, Pieve d'Alpago, Puos d'Alpago, Tambre.